# Roy Harper
Pour les articles homonymes, voir Roy Harper (comics) et Harper.
 (septembre 2010).
Si vous disposez d'ouvrages ou d'articles de référence ou si vous connaissez des sites web de qualité traitant du thème abordé ici, merci de compléter l'article en donnant les références utiles à sa vérifiabilité et en les liant à la section « Notes et références ».

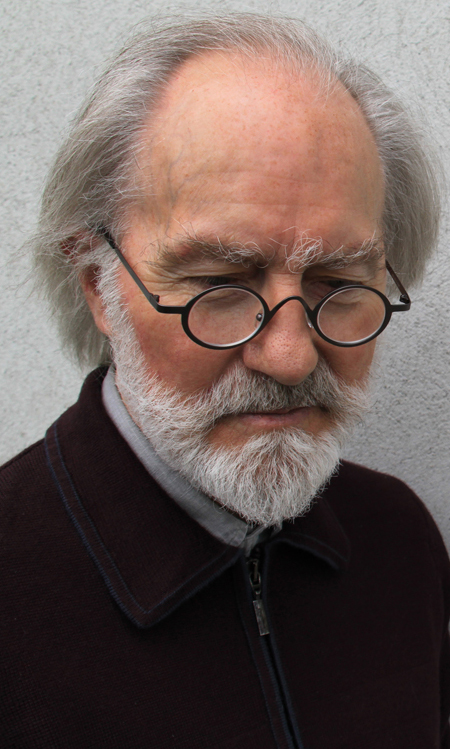
Roy Harper en 2011

Roy Harper (né le 12 juin 1941) est un chanteur britannique, auteur-compositeur-interprète et guitariste folk rock, connu depuis 1964. Harper a publié 32 albums (dont 10 albums live) au cours de ses 50 ans de carrière. En tant que musicien, Harper est connu pour son jeu à la guitare et ses compositions longues, lyriques et complexes, reflétant son amour du jazz et du poète John Keats. Il a aussi la corde d'acteur à son arc, ayant joué dans trois films entre 1972 à 2009.
Son influence a été reconnue par Jimmy Page, Robert Plant, Peter Townshend, Kate Bush, Pink Floyd et Ian Anderson de Jethro Tull, qui a déclaré que Harper était « sa principale influence en tant que guitariste et auteur-compositeur acoustique ». Neil McCormick du Daily Telegraph l'a décrit comme « l'un des paroliers les plus complexes, les plus éloquents, et l'un des auteurs-compositeurs véritablement originaux de Grande-Bretagne (...) très admiré par ses pairs ». Outre-Atlantique, son influence a été reconnue par le groupe acoustique Fleet Foxes basé à Seattle, le musicien et producteur américain Jonathan Wilson et la harpiste californienne Joanna Newsom, avec qui Harper a également effectué une tournée.
En 2005, Harper s'est vu attribuer le « Mojo Hero Award » et en 2013, le « Lifetime Achievement Award » lors des BBC Radio 2 Folk Awards. Son dernier album, Man and Myth, est sorti en 2013. En 2016, Harper a célébré son 75e anniversaire en se produisant en concert à Clonakilty, Birmingham, Manchester, Londres et Édimbourg.

## Biographie

### Jeunesse
Roy Harper est né en 1941 à Rusholme, une banlieue de Manchester. Sa mère, Muriel, est décédée trois semaines après sa naissance. Dès l'âge de six ans, il a vécu à St Annes on Sea, un lieu qu'il a décrit comme « ressemblant à un cimetière avec des arrêts de bus. » Il a été élevé par son père et sa belle-mère, avec qui il a été désillusionné à cause de ses croyances religieuses, bien qu'ils se soient réconciliés en 1980, juste avant sa mort. Ses opinions anti-religieuses deviendront plus tard un thème familier dans sa musique.
Harper a commencé à écrire des poèmes à l'âge de 12 ans. À 13 ans, il a commencé à jouer de la musique, du skiffle avec son frère cadet David (Davey sur l'album Flat Baroque and Berserk) et à se laisser influencer par le blues. À 14 ans, il forme son premier groupe (De Boys) avec ses frères David et Harry. Harper fit ses études à la King Edward VII School, à Lytham St Annes, puis au lycée, et partit à l'âge de 15 ans (1956) pour rejoindre la Royal Air Force afin de poursuivre son ambition de pilote. Après deux ans, Harper rejeta la discipline rigide et feignit la folie afin d'obtenir une démission militaire, ce qui lui permit de recevoir un traitement par électro convulsivo thérapie à l'hôpital Princess Mary's RAF, à Wendover. Après en avoir été libéré, il passa une journée à l’ancien Institut de Lancaster Moor avant de s’échapper. Ces expériences seraient relatées dans Committed, une chanson du premier album de Harper, Sophisticated Beggar. À partir de 1961 environ, il passa quelques années en Afrique du Nord, en Europe et à Londres.
Sur le plan musical, les premières influences de Harper ont été le musicien blues américain Leadbelly, le chanteur folk Woody Guthrie et, dans son adolescence, le musicien de jazz Miles Davis. Parmi les musiciens de blues, Big Bill Broonzy et Josh White sont cités par Harper pour avoir fait de la musique qui "... semblait provenir d'une autre planète ... Nous n'avions jamais rien entendu de tel. Cela a changé notre monde du jour au lendemain, un traîneau marteau d’un changement culturel ... un équivalent serait d’entendre soudainement de la musique de l’espace "[réf. souhaitée]. Harper a également été exposé à la musique classique dans son enfance et a souligné l'influence de Karelia Suite de Jean Sibelius. Les influences lyriques incluent les romantiques du XIXe siècle, en particulier Shelley, et le poème de Keats "Endymion". Harper a également cité les poètes Beat comme étant très influents, en particulier Jack Kerouac. Harper a joué sa première représentation payée lors d’une lecture de poésie à Newcastle en 1960.
De retour au Royaume-Uni en 1963 ou 1964, Harper commence à écrire plus de chansons que de poésie. Il obtint une résidence au célèbre club de musique folklorique Soho de Londres, Les Cousins, en 1965, après l'avoir présenté à Peter Bellamy de The Young Tradition. La première représentation annoncée de Harper eut lieu le 5 octobre 1965. Au cours de sa première semaine, John Renbourn, Alexis Korner, Paul Simon, Alex Campbell[Qui ?] et Bert Jansch jouaient. Il jouait plus tard avec d'autres artistes, dont John Martyn, Joni Mitchell et Nick Drake.

## Carrière musicale

### 1966–69: les premiers contrats de disques
Le premier album de Harper, Sophisticated Beggar, a été enregistré en 1966 après avoir été aperçu à "Les Cousins" et signé chez Strike Records. L'album était composé de chansons et de poèmes de Harper accompagnés d'une guitare acoustique, enregistrés avec un magnétophone Revox de Pierre Tubbs et avec des contributions du guitariste britannique Paul Brett. Columbia Records a reconnu le potentiel de Harper et a engagé le producteur américain Shel Talmy pour produire le deuxième album de Harper, Come Out Fighting Ghengis Smith, sorti en 1968. Le titre Circle, d'une durée de 11 minutes, est "remarquable pour marquer un élargissement de son style musical loin du côté plus traditionnel de la musique folk contemporaine entendue à l'époque". Harper s'intéressait au folklore traditionnel mais ne se considérait pas comme un membre de bonne foi de la scène folk. Il a plus tard expliqué:
"J'étais trop moderniste, vraiment. Tout simplement trop moderniste pour ce qui se passait dans les clubs folks. Je voulais moderniser la musique, mais plus que cela, complètement moderniser les attitudes des gens envers la vie en général. J'essayais d'apporter plus de viande à la musique folklorique (contemporaine) ... (de l'époque)".
La maison de disques Harper avait des attentes différentes. "« Ils voulaient que je compose des chansons pop commerciales et quand ils ont entendu l'album que j'ai créé pour eux, ils ne savaient rien. Ils voulaient des tubes. Et je leur ai donné Circle. » Bert Jansch a contribué aux notes sur la pochette de l'album et Harper a rendu hommage à Jansch avec la chanson Pretty Baby, la chanson en face B de son premier single (sorti en mars 1966). Pendant cette période, Harper était dirigée par Jo Lustig, entrepreneur américain en musique, directeur du Pentangle et ancien agent de Julie Felix.
En juin 1968, Harper se produit lors du premier concert gratuit organisé à Hyde Park, jouant le rôle de compère et partageant la scène avec Jethro Tull, Pink Floyd et Tyrannosaurus Rex. À l'époque, il avait parlé de la coécriture d'un opéra rock avec Pink Floyd. Il n’y a pas eu d’opéra, mais c’était le début d’une relation musicale. Harper a commencé à attirer des fans de la scène musicale underground et à faire une tournée au Royaume-Uni, se produisant dans de nombreux lieux tels que le Lyceum Ballroom, le Klooks Kleek et les Mothers; des lieux qui gagneraient progressivement en reconnaissance pour la variété et la qualité de leurs actes musicaux. Les mères à Birmingham étaient un de ces lieux et un lieu dans lequel Harper reviendrait souvent. Harper a plus tard déclaré au magazine Brum Beat:
"C'était le premier club en dehors de Londres qui voulait dire quoi que ce soit et c'est pourquoi cette longue association avec Birmingham a été établie. J'y ai joué environ six fois entre 1968 et 1970. J'ai toujours aimé jouer ici".
Une chanson de Come Out Fighting Ghengis Smith, Nobody's Got Any Money In The Summer, est également apparue sur le premier album de samplers à prix modique, The Rock Machine Turns You On. L'album est sorti au Royaume-Uni, aux Pays-Bas, en Allemagne et dans plusieurs autres pays européens dans le cadre d'une campagne marketing internationale de Columbia Records (connue en Europe sous le nom de CBS).
En 1969, Harper entreprit une courte tournée de six sites avec Ron Geesin et Ralph McTell. Le programme de la visite contenait le paragraphe d'introduction : "Roy Harper n'est un exemple d'aucune catégorie, l'incarnation de tout mouvement ou un échelon sur l'échelle de quiconque; il s'est construit seul, morceau par morceau et son caractère provocant est fier comme s'il avait été ciselé dans un granit belligérant".
La même année, Harper sort son troisième album, Folkjokeopus, produit à nouveau par Shel Talmy et publié par Liberty Records. La deuxième face incluait un titre prolongé de 17 minutes intitulé McGoohan's Blues, que Harper désigna comme la « déclaration principale » de l'album. Harper a prétendu que c'était une révolte et qu'il considérait la chanson pop de trois minutes comme un anathème, un jingle pour vendre un groupe. (Le titre de McGoohan's Blues faisait référence à l'acteur Patrick McGoohan, qui avait joué dans la série télévisée britannique The Prisoner deux ans plus tôt). La chanson Sergeant Sunshine paraîtrait également sur Son of Gutbucket, un album de samplers en 1969, destiné à promouvoir les artistes du label Liberty Records.
Au cours de cette période, Roy Harper a également visité le Dolphin Club à Oslo, en Norvège, où il a rencontré le chanteur folk Lillebjørn Nilsen. Ce dernier a appris l'une des chansons de Harper, On the First Day of April, qu'il a traduite en Ravn Ferd et enregistré pour son premier album solo Tilbake en 1971. Harper et Nilsen ainsi que Finn Kalvik se sont produits ensemble le 23 janvier 1970 lors d'un concert organisé à l'Université d'Oslo. La visite de Harper a coïncidé avec l'émergence de la "vague de musique folk" norvégienne (Visebølgen) et la Norwegian Broadcasting Corporation (NRK) a enregistré Harper à l'occasion du concert. Kalvik enregistrera plus tard des versions norvégiennes de deux chansons de Harper; I hate the white man (Den hvite mann) et Don't You Grieve (Kjære ikke gråt).

### 1970-1980: les années Harvest
La réputation de Harper devenant de plus en plus grande, le manager de Pink Floyd, Peter Jenner, le signa d'un contrat à long terme (et parfois conflictuel) avec la filiale underground d'EMI, Harvest Records. Sur une période de dix ans, Harper a enregistré huit albums aux studios Abbey Road pour le label Harvest. Pendant la majeure partie de cette période, il a été géré et produit par Jenner, agissant initialement pour Blackhill Enterprises. Selon Jenner, « Harper est un auteur-compositeur formidable, mais un peu fou. » 
La première tournée de Harper aux États-Unis a suivi la sortie de son quatrième album studio, Flat Baroque and Berserk. L'album comprenait le titre "Another Day", une chanson destinée à être interprétée en direct par Harper pendant de nombreuses années et reprise par plusieurs autres artistes, dont Elizabeth Fraser et Kate Bush. L'album présentait également le groupe The Nice sur le titre "Hell's Angels"; le son éthéré était obtenu par une pédale wah-wah branchée à la guitare acoustique de Harper.
Après le Festival du bain de 1970, Led Zeppelin a rendu hommage à Harper avec sa version de la chanson traditionnelle Shake 'Em on Down, réintitulée Hats off to (Roy) Harper sur l'album Led Zeppelin III. Selon Jimmy Page, le groupe admirait la façon dont Harper défendait ses principes et ne cédait pas aux pressions commerciales. Dans l'appréciation mutuelle de leur travail, Harper assistait souvent aux représentations de Led Zeppelin au cours de la décennie suivante et contribuait à la réalisation de photographies pour la jaquette pour l'album Physical Graffiti.
L’album de Harper, acclamé par la critique en 1971, était une épopée de quatre chansons, Stormcock. L'album présentait Jimmy Page à la guitare (surnommé "S. Flavius Mercurius" pour des raisons contractuelles) et les arrangements orchestraux de David Bedford (Bedford collaborerait également sur certaines des futures versions de Harper). Harper sentait que l'album n'était pas particulièrement bien promu par son label à l'époque et déclara plus tard:
"Ils détestaient Stormcock. Pas de singles. Pas moyen de le promouvoir à la radio. Ils ont dit qu'il n'y avait pas d'argent pour le commercialiser".
Néanmoins, Stormcock resterait un album favori des fans de Harper et influencerait les musiciens pendant des décennies. Trente-cinq ans plus tard (en 2006), le compatriote mancunien Johnny Marr du groupe rock alternatif britannique The Smiths a déclaré: "Si jamais il y avait une arme secrète d'un disque, ce serait Stormcock ... C'est intense, beau et intelligent: le grand frère plus méchant de l'albumHunky Dory de David Bowie". 
Joanna Newsom a cité Stormcock comme une influence sur sa sortie en 2006 de Ys. En 2011, Robin Pecknold du groupe folklorique Fleet Foxes, basé à Seattle, a déclaré s’être inspiré de Stormcock lors de l’enregistrement du second album de Fleet Foxes, Helplessness Blues.
En 1972, Harper a fait ses débuts au cinéma en jouant Mike Preston aux côtés de Carol White dans le film de John Mackenzie Made. Le film a été choisi (avec A Clockwork Orange) pour représenter la Grande-Bretagne à la Mostra de Venise. Harper a également enregistré la bande originale du film, publié l'année suivante sous le titre Lifemask. À l'époque, Lifemask avait été créé comme l'arc final de Harper, car on lui avait diagnostiqué la maladie génétique Maladie de Rendu-Osler, alors peu connue, qui avait provoqué une polycythémie qui l'avait rendu incapable de réagir. La couverture montre le masque de vie de Harper, par opposition au "masque de mort" qu'il aurait pu être.
Après sa convalescence (son traitement impliquait une vésection fréquente), son prochain album Valentine sortit le 14 février 1974, jour de la Saint-Valentin, et comportait des contributions de Jimmy Page. Un concert marquant sa sortie a eu lieu le même jour au Rainbow Theatre de Londres, avec Jimmy Page, Robert Plant et John Bonham de Led Zeppelin, David Bedford, Max Middleton, Ronnie Lane et Keith Moon se produisant aux côtés de Harper. Son premier album live, Flashes from the Archives of Oblivion, contenant deux chansons enregistrées lors de ce concert.
Sur l'album de Pink Floyd, Wish You Were Here en 1975, Harper a chanté sur Have a Cigar. Roger Waters avait l’intention d’enregistrer la chanson lui-même, mais il avait trop abusé sa voix lors de l’enregistrement de "Shine On You Crazy Diamond" et David Gilmour avait refusé de chanter. Harper enregistrait son album HQ au Studio 2 d’Abbey Road au même moment où Pink Floyd travaillait au Studio 3; En apprenant le dilemme du groupe, Harper proposa de chanter sur cette chanson. Cette chanson est l’une des deux seules de Pink Floyd qui n’ait pas été chantée par l’un de leurs membres permanents (l’autre étant The Great Gig in the Sky sur The Dark Side of the Moon). David Gilmour a rendu la politesse en apparaissant en concert, aux côtés du groupe occasionnel de Harper, Trigger (Chris Spedding, Dave Cochran, Bill Bruford et John Paul Jones). Le single When an Old Cricketer Leaves the Crease, extraite de l'album HQ, est l’une des chansons les plus connues de Harper. Ce dernier a également coécrit la chanson "Short and Sweet" avec Gilmour pour le premier album solo éponyme de celui-ci, publié en 1978. Entre-temps, Roy fait une apparition dans le film The Song Remains the Same, consacré au groupe Led Zeppelin. 
Une controverse a suivi la publication de Bullinamingvase en 1977. Les propriétaires de la station-service/restauration rapide Watford Gap se sont opposés à la critique de leur nourriture - Watford Gap, Watford Gap / Une plaque de graisse et une charge de merde ... - dans les paroles de la chanson Watford Gap, de même qu'un membre du conseil de EMI qui était également administrateur non exécutif de Blue Boar (les propriétaires de la station-service). Harper a été obligé de le retirer des futures copies britanniques de l'album, bien qu'il soit resté sur le disque américain et réapparu sur une réédition ultérieure de format CD. L'album comprenait également la chanson One of Those Days in England, avec les chœurs de Paul et Linda McCartney; le single de l'album est allé au numéro 42 dans les charts britanniques. Au cours de cette période, le groupe de Harper est renommé «Chips» et comprend notamment Andy Roberts, Dave Lawson, Henry McCullough, John Halsey et Dave Cochran. En avril 1978, Harper a commencé à écrire les paroles du prochain album de Led Zeppelin avec Jimmy Page, mais le projet a été mis de côté lorsque le chanteur Robert Plant est revenu d'un congé sabbatique après la mort de son fils, Karac Pendragon. 
À la suite du succès de Bullinamingvase, il a été demandé à Harper "d'écrire rapidement un autre disque". Des enregistrements de démos avec le groupe de soutien nouvellement formé de Harper, «Black Sheep» (Andy Roberts, Dave Lawson, Henry McCullough, John Halsey et Dave Cochran, alias Dave C. Drill) ont été réalisés, mais Harper a estimé qu'ils étaient précipités. . La maison de disque qui "... était au début d'un effondrement des ventes ..." n'était pas intéressée par les enregistrements, et n'était pas prête non plus à fournir du temps de studio à la demande, invitant Harper à revenir dans six mois. Par conséquent, Harper a refusé les droits de publication sur ceux qui avaient été enregistrés. un album provisoirement intitulé Commercial Breaks (Doesn't it?) et qui a été (selon ses propres mots) "interdit" par la maison de disques.
De 1975 à 1980, Harper a travaillé avec le guitariste britannique de «Black Sheep», Andy Roberts, se produisant parfois en duo. Au cours de cette période, Harper passa un temps considérable aux États-Unis et signa avec la division américaine de Chrysalis Records, qui publia l'album HQ sous un autre titre - When An Old Cricketer Leaves The Crease - et avec des illustrations alternatives. Chrysalis considérait que la couverture de l'album marchant sur l'eau conçue par Hipgnosis était trop choquante pour une sortie américaine. Harper n'était pas d'accord, mais la Maison de disques ne lui donnait pas le choix. Chrysalis a également changé le titre du prochain album de Harper, Bullinamingvase, en One of Those Days in England. En 1978, Chrysalis Amérique ont réédité les cinq premiers albums de Harper, dont un seul (Flat, Baroque and Berserk) avait déjà été publié là-bas.
Le 28 décembre 1979, BBC TV a diffusé le Kate Bush Christmas Special. En plus de jouer des chansons de ses deux premiers albums, Kate et son invité, Peter Gabriel, ont interprété "Another Day" de Harper. Leur duo a été proposé pour une sortie en single, mais ne s'est jamais réalisé.
Harper est retourné au studio quelques années après sa dispute avec EMI pour enregistrer et préparer son prochain album The Unknown Soldier (1980). À l'époque, Harper savait que ce serait sa dernière parution avec cette Maison de disques et que ses démos "étaient destinées à ramasser la poussière sur une étagère portant la mention" Pause commerciale "...". (Ce n'est qu'après la sortie, en 1988, de l'album Loony on the Bus, que certaines de ces chansons sont devenues officiellement disponibles, et six années de plus avant la sortie définitive de l'album sous le titre Commercial Breaks (1994)).
En 1980, Harper a publié The Unknown Soldier, qui était en fait son dernier album avec Harvest. L'album contient un duo avec Kate Bush sur la chanson You. Harper a plus tard rendu la pareille en chantant des chœurs sur Breathing de l'album Never For Ever de Kate Bush. Le premier album d'une artiste solo britannique à se classer en tête du classement des albums au Royaume-Uni, et le premier album de toute artiste solo à entrer sur les charts au no. 1. Kate Bush a remercié Roy Harper pour la couverture de l'album d'avoir "su garder sa poésie dans sa musique". Lors d'une interview accordée à Paul Gambaccini à la BBC Radio, Kate a félicité Harper, déclarant : "Roy est l'un des plus grands auteurs-compositeurs britanniques que nous ayons eu, et les gens ne le réalisent tout simplement pas. Et je pense vraiment que quand ils le feront, nous aurons un autre auteur-compositeur de haut niveau. Il est brillant".
Harper a dit plus tard de Kate Bush :
« Kate Bush est une musicienne fantastique et très professionnelle. Travailler avec elle est une opération très douce, car elle sait toujours ce qu’elle veut faire, elle vous surprend aussi, c’est ce que font toujours les bons musiciens. Elle est perfectionniste dans son art, mais ce n’est pas le cas dans tous les aspects de sa vie. C'est une personne merveilleuse et il serait impossible de parler assez haut d'elle. C'est la femme la plus gentille que j'ai jamais rencontrée et si c'est une de vos amies, c'est pour la vie. J'allais y faire un tour et nous avions l'habitude de parler toute la nuit et d'échanger des idées. Sur le plan social, elle est très gracieuse et m'a offert de beaux cadeaux, dont un magnifique kaléidoscope d'un an, qui est un véritable trésor. Ses chansons sont brillantes, de simples profondeurs et un degré fantastique de musicalité les caractérise. Il n'y a personne qui lui ressemble vraiment. Je pense qu'elle devrait finalement être honorée par son pays car elle contribue de manière remarquable à la vie culturelle de sa génération. ».
Dix ans plus tard, Roy Harper et Kate Bush collaboraient à nouveau sur Once, l'album de Roy en 1990.

### 1981–89: récession et reprise de possession
L’ouvrage de Harper intitulé Work of Heart, publié en 1982, est sorti sur Public Records, un label récemment créé avec Harper, par Mark Thompson (fils de l’historien britannique, socialiste et militant pour la paix, E.P. Thompson). Au cours de cette période, Harper a effectué une tournée avec un groupe composé de Tony Franklin à la basse, du guitariste Bob Wilson du Steve Gibbons Band, George Jackson à la batterie et Dave Morris aux claviers. Derek Jewell du Sunday Times a choisi Work of Heart comme « album de l'année » en 1982, mais il ne s'est pas bien vendu et le label de courte durée est tombé.
Au cours de cette période, Harper a perdu sa maison, une ferme située dans le village de Marden, dans le Herefordshire, à la banque. Harper a déclaré durant cette période: "... Je peux dire avec fierté que j'ai été l'une des premières victimes de la récession des années 80 ! ... C'était une période chaotique et dont je ne me souviens plus si souvent ... Il n'y a pas de doute en moi Rappelez-vous que le début des années quatre-vingt était le nadir (le point le plus bas) de ma vie dans la musique".
La version démo originale de Work of Heart a par la suite été publiée (en 1984) sur un disque vinyle en édition limitée (830 copies) intitulé Born in Captivity.
Tout au long de 1984, Harper a effectué une tournée au Royaume-Uni avec Jimmy Page, interprétant un ensemble principalement acoustique dans des festivals folkloriques sous diverses formes, telles que MacGregors et Themselves. En 1985, Whatever Happened to Jugula? a été publié. L'album a suscité un regain d'intérêt pour Roy Harper et sa musique. (Tony Franklin, bassiste du groupe de Roy à cette époque, a ensuite rejoint Page pour le groupe The Firm avec Paul Rodgers et le batteur Chris Slade). En avril 1984, Harper et Gilmour ont interprété "Short and Sweet" (une chanson qu'ils ont coécrite) au cours de la première de trois soirées de Gilmour au Hammersmith Odeon. Cette version est apparue plus tard dans le film David Gilmour Live 1984. Harper a également fourni des chœurs sur le nouvel album de Gilmour, About Face.
Le 20 juin 1984, Harper se produit lors du dernier festival gratuit "Stonehenge" avec Hawkwind et The Enid. Le concert a été filmé et publié sous le titre Stonehenge 84.
En raison de ses tournées incessantes et de la popularité de Whatever Happened to Jugula?, Harper adhère de nouveau à EMI et publie en 1986 un album live, In Between Every Line (contenant des enregistrements de ses performances au Cambridge Folk Festival), et 1988 l'album studio, Descendants of Smith. La relation renouvelée entre Harper et EMI ne dura pas et à partir de 1985, de plus en plus de ses albums précédents devinrent disponibles sur le nouveau label Awareness Records.
1988 voit également la sortie de Loony on the Bus, un recueil de chansons enregistré dix ans plus tôt et destiné à être publié en 1977 sous le titre Commercial Breaks (avec le sous-titre, Doesn't It?). La publication initiale avait été retardée en raison de différends relatifs au financement et au contenu entre Harper et EMI. Les ventes de Loony on the Bus financeraient la sortie de Once en 1990.

### 1990–99: Science Friction
En 1993, Harper a créé son propre label Science Friction et a obtenu les droits sur tous ses albums précédemment publiés. En conséquence, à partir de 1994, une grande partie du catalogue de la discographie de Roy Harper est de nouveau disponible sur CD.
Roy a été très productif au cours de la décennie en publiant cinq albums studio : Once (1990), Death or Glory? (1992), Commercial Breaks (1994), The Dream Society (1998), recueil de poèmes et de traces de mots parlés Poems, Speeches, Thoughts and Doodles (1997); deux albums live: Unhinged (1993) et Live At Les Cousins (1996; enregistrés en 1969) et six CD individuels de concerts et de sessions enregistrés par la BBC (1997). Deux cassettes officielles C90 de concerts au Red Lion de Birmingham (1984 et 1985) ont été mises à disposition par l'agence Harper (Acorn Entertainments).
En outre, Harper a publié une vidéo live, Once (1990), un EP intitulé Burn the World (1990), un CD single de 4 chansons intitulé Death or Glory? (1992), une cassette live en édition limitée, Born in Captivity II (1992) (présentant le joueur de cricket Graeme Fowler et un poème de cricket écrit par Harper : Three Hundred Words), un album de compilation An Introduction to ..... (1994) et une réédition de Descendants of Smith (son édition de 1988) titrée Garden of Uranium (1994).
Encore une fois, Harper collabore avec David Gilmour et Kate Bush à sa sortie en 1990, Once. L'album a également présenté des contributions de Nigel Mazlyn Jones, Mark Feltham et Tony Franklin. L'un des titres de l'album, The Black Cloud of Islam, une chanson sur le colonel Kadhafi, l'attentat de Lockerbie et une condamnation désespérée de l'islam radical, a provoqué les critiques de certains fans de Roy Harper à l'époque. Alors que la religion, le "premier et unique ennemi" de Harper a toujours été un thème récurrent dans sa musique, il a été "sanctionné par une carte rouge par beaucoup de ses partisans de 1990 ... qui sont partis en nombre substantiel".
En 1992, son deuxième mariage a pris fin et Harper a publié Death or Glory? un album qui (lors de sa sortie originale) contenait un certain nombre de chansons et d’œuvres de créations orales faisant référence à sa perte et à sa douleur. "Elle est partie avec quelqu'un d'autre", a déclaré Harper, "un violoniste (Nigel Kennedy) avec qui je travaillais sur une adaptation du concerto pour violon de Brahms. J'ai été vraiment traumatisé par cela. Tous ceux qui ont été laissés soudainement dans cette situation sauront que c'est très, très traumatisant. J'ai réussi à en sortir, mais cela a pris environ cinq ans. C'était comme une mort, une perte, c'est comme si on disait à votre enfant qu'il a été tué dans une guerre. Il n'y a pas d'autre moyen de le décrire. passez à travers cela, cela change votre vie pour toujours, inutile de ne pas l'admettre. Je me suis retiré, je suis devenu un exilé ". 
Tout au long de la décennie, l'influence musicale de Harper a commencé à être reconnue par une jeune génération de musiciens, dont certains ont couvert ses chansons ou l'ont invité à faire des apparitions sur leurs albums. En 1995, Harper a contribué aux paroles de l'album The Edges of Twilight, publié en 1995 par le groupe canadien The Tea Party, et s'est produit sur scène pour son concert du nouvel an à Montréal. En 1996, Roy récita Bad Speech de son album What Happened To Jugula? sur l'album Eternity du groupe britannique Anathema (l'album contient également une reprise de Hope du même album). La chanson Time de Alhambra, un CD multimédia de 1996, a été chantée et coécrite par Harper.
Ce dernier a contribué sa version de la chanson Up the Pool (de Living in the Past) de Jethro Tull pour l'album hommage de 1996, To Cry You a Song - A collection of Tull Tales, une version que Ian Anderson a tellement aimé qu'il a commencé à jouer la « pièce oubliée » à nouveau en concert et la décrivit plus tard comme sa reprise préférée d'une chanson de Jethro Tull. 
En 1998, Ian Anderson, a contribué en jouant la flûte à la chanson These Fifty Years de Roy Harper sur The Dream Society, un album basé sur les événements émotionnels, philosophiques et actuels de la vie de Harper. Vues de la procréation, de la présence continue de sa mère en lui et de ses impulsions psychologiques ponctuées par quelques moments de satire, une chanson d'amour et une lamentation, suivies du long These Fifty years, dont il a dit : "À certains égards, son thème (religion anti-organisée) est similaire à The Same Old Rock, mais dans beaucoup d'autres, je pense que c'est plus fort". Apparemment, Anderson aurait déclaré que la seule raison pour laquelle il avait quitté Blackpool à l'origine, c'était parce que Harper l'avait fait. Dean Carter, Ava Cherry & The Astronettes, Green Crown, The Kitchen Cynics, The Levellers, Roydan Styles et Pete Townshend ont également couvert les chansons de Harper au cours de la décennie. Harper a également entrepris une courte tournée aux États-Unis, où certaines représentations ont été appuyées par Daevid Allen, ancien membre de Soft Machine et du groupe Gong.

### 2000-2010: dans le nouveau millénaire
En 2000, Harper a sorti un album presque entièrement acoustique, The Green Man, accompagné de Jeff Martin de The Tea Party, à la guitare, à la vielle à roue et parmi de nombreux autres instruments. L'année suivante, Harper célèbre son soixantième anniversaire par un concert au Royal Festival Hall de Londres. De nombreux artistes invités, dont; David Bedford, Nick Harper, Jeff Martin et John Renbourn. Le concert a été enregistré et publié peu après sous forme de double CD, Royal Festival Hall Live - June 10th 2001.
En 2003, Harper a publié The Passions of Great Fortune, un livre grand format contenant toutes les paroles de ses albums (et de ses singles) à ce jour. Il contient également une mine de photographies et de commentaires sur ses chansons.
Harper a sorti son deuxième CD single en avril 2005; "La mort de Dieu". La chanson de 13 minutes, une critique de la guerre en Irak, mettait en vedette le guitariste invité Matt Churchill (qui a également joué en direct avec Harper pendant cette période). Une vidéo de la piste, mêlant animation et performance en direct, est disponible en quatre parties sur YouTube. En 2003, Counter Culture, un album de compilations double composé de chansons de la période d'écriture de 35 ans de Harper, est également sorti. Cette compilation a reçu cinq étoiles du magazine Uncut. Harper a également contribué à un récital de "Jabberwocky" avec The Wildlife Album, un CD de compilation de 18 titres au profit du Fonds mondial pour la nature et de l'Ulster Wildlife Trust.
En 2005, Harper publie son premier DVD, Beyond the Door. Composé d'images enregistrées en 2004 au club folk irlandais "De Barra's" à Clonakilty, Cork et de la vidéo The Death of God. Le package comprend également un CD audio de 10 pistes supplémentaire et a reçu 4 étoiles du magazine Mojo, Uncut et du magazine Classic Rock, qui en ont fait leur "DVD du mois".
En septembre 2007, Harper a soutenu la harpiste californienne Joanna Newsom lors de son spectacle au Royal Albert Hall. Newsom, impressionné par l'album de Harper en 1971, Stormcock trouva qu'il servait d'inspiration à son deuxième album, qui était tout aussi vaste, Ys. Au cours de sa comparution au Royal Albert Hall avec Newsom, Harper a joué Stormcock dans son intégralité. À l'époque, Harper avait annoncé sur son site Web qu'il "prenait une pause dans le monde du spectacle ... qu'il se retirait des concerts" et qu'il voulait juste "... le temps et l'espace pour écrire ... . "
Durant cette période, Harper a consacré son temps à rassembler et à compiler le travail de sa vie sous divers formats. L’un des projets envisagés était la réalisation d’un DVD documentaire pour compléter ce processus. Cependant, à partir de 2016, cela n'a pas été publié. 
En 2008, des plans ont été annoncés pour un album hommage à Roy Harper. L’album What You Need Is What You Have, The Songs of Roy Harper a été rédigé par le chanteur, musicien et producteur de Laurel Canyon, Jonathan Wilson, et devait comporter Chris Robinson (les Black Crowes), Gary Louris (les Jayhawks), Johnathan Rice, Eric Johnson (chauves-souris, Shins), Benji Hughes, Will Oldham, Andy Cabic, Dawes, Jenny O., Josh Tillman et autres. À l’heure actuelle, la collection n’a pas été finie et a été retardée au-delà de la date de sortie prévue pour 2009. Six des chansons peuvent être entendues sur la page Myspace du projet. 
En 2009, Roy fait un retour au cinéma dans le film Brokeback Cowboy du réalisateur John Burns, dans lequel il joue un cowboy sans nom. 
En 2010, Joanna Newsom a de nouveau invité Harper à plusieurs reprises lors de sa tournée européenne.
Les projets de Harper dans le rôle de Rodriguez El Toro dans le film Rebel City Rumble ont également été annoncés. En 2016, le projet était toujours classé dans la catégorie "en développement". 

### 2011-présent: l'homme et le mythe
Le 2 avril 2011, Roy Harper a donné un concert devant un petit public aux studios Metropolis dans le cadre de la série ITV Legends. Le concert a été enregistré sur vidéo et sorti en DVD sous le titre Classic Rock Legends: Roy Harper - Live in concert at Metropolis Studios. Le paquet contient également un CD audio du concert. Au cours de l'été 2011, Harper a fait plusieurs apparitions dans les médias audiovisuels. Le 24 juillet 2011, il est apparu en tant qu'invité à l'heure du déjeuner dans l'émission de radio britannique consacrée au cricket, Test Match Special. Pendant le spectacle, Harper a été interviewé et a également joué When an Old Cricketer Leaves the Crease. Une interview télévisée suivit sur BBC Breakfast le 19 septembre 2011 et Harper fut également interviewée par Robert Elms lors de son émission sur BBC London 94.9 le 20 septembre 2011. Au cours de l'émission, Harper interpréta Another Day (une chanson de son album de 1970 Flat Baroque et Berserk) en direct en studio. Une autre interview a eu lieu à l'émission de Mike Hardings sur BBC Radio 2 le 21 septembre 2011.
Le 23 septembre, Harper a été interrogé sur Later ... with Jools Holland. Un segment de Harper interprétant Commune (tiré de son album de 1974, Valentine) dans The Old Grey Whistle Test en 1974 a été diffusé. Harper a interprété Another Day, une version abrégée de I Hate The White Man (tiré de son album de 1970, Flat Baroque and Berserk) et The Green Man (dans le cadre d'une performance exclusive sur le Web).
Les apparitions dans les médias visaient à promouvoir la sortie d'un nouvel album de compilation, Songs of Love and Loss, une compilation des chansons d'amour de Harper publiées en guise d'introduction à la publication numérique de 19 albums de Harper pour la première fois. Le catalogue numérique devait être publié par lots de quatre au cours des prochains mois. L'album (et la plus grande partie du catalogue de Harper) reste disponible au téléchargement sur le site Web de Harper aux formats FLAC et MP3.
Le 5 novembre 2011, Harper est retourné au Royal Festival Hall de Londres pour célébrer son 70e anniversaire et se produire à nouveau avec des invités spéciaux, Jonathan Wilson, Nick Harper, Joanna Newsom et Jimmy Page. La performance a été décrite dans le Daily Telegraph comme « ... une soirée d'éclat musical dévastateur ... » et par The Guardian comme un « ... concert historique. » 
En 2012, l'Association des photographes de presse d'Irlande a décerné la troisième place dans la section Portraits de son concours annuel à un portrait photographique de Harper réalisé par le photographe Alan Place. 
En décembre 2012, les projets de publication d'un nouvel album, la première publication en studio de matériel enregistré depuis 13 ans, ont été confirmés. L'album, Man and Myth, met en vedette les contributions de Pete Townshend et Jonathan Wilson et est publié le 23 septembre 2013.
Harper s'est produit jusqu'en août 2013, au Debarras Folk Club de Clonakilty, West Cork, en Irlande (le 11 août), au Green Man Festival à Glanusk, au pays de Galles (le 17 août) et au Beautiful Days au parc Escot, à Devon (le 18 août) .
Au cours de cette période, Harper a été interviewée par Laura Rawlings lors de son émission sur BBC Radio Bristol le 15 août 2013, ainsi que par Rob Hughes du Telegraph Online, qui a déclaré que "Roy Harper a passé les cinq dernières décennies à créer certaines des musiques les plus vives et les plus ravissantes. de notre temps ... ". Il s'est également produit lors d'une performance en magasin à Rough Trade East, Londres. Un nombre limité de billets étaient disponibles pour ceux qui achetaient l'album en magasin ce jour-là, et l'événement était également retransmis en direct à un nombre limité de fans qui avaient précommandé l'album. 
Le 25 septembre, Sky Arts a diffusé Roy Harper: Man & Myth - The Documentary. Film documentaire exclusif, tourné principalement chez Harper en Irlande, il retrace la carrière de Harper et examine sa production. Des entretiens avec des collègues musiciens, Jimmy Page, Robert Plant et Johnny Marr ont été inclus.
En soutien à la sortie de Man and Myth, Harper entreprit une courte tournée de trois dates au Royaume-Uni, se produisant au Royal Festival Hall de Londres (le 22 octobre), au Bridgewater Hall de Manchester (le 25 octobre) et au Colston Hall de Bristol (le 27 octobre). À chaque représentation, il était accompagné de Jonathan Wilson et soutenu par un ensemble de cordes et de cuivres.
En novembre 2013, Uncut a classé Man & Myth à la 6ème place des 50 meilleurs albums de 2013. Mojo a également placé Man et Myth à la 39ème place dans la liste des 50 meilleurs albums de 2013.
En avril 2016, à l'occasion de son 75e anniversaire, Harper a annoncé quatre concerts en septembre avec un ensemble de cordes et de cuivres à Birmingham, Manchester, Londres et Édimbourg. Il a commencé sa tournée au pub De Barra à Clonakilty, dans le comté de Cork, en Irlande.
En mars 2019, Roy se rendit à nouveau au Royaume-Uni, avec des concerts à Birmingham, Bexhill-on-Sea, Londres (The London Palladium), Liverpool, Gateshead, Leeds et Édimbourg. Il a commencé sa tournée au pub De Barra à Clonakilty, dans le comté de Cork, en Irlande.

### Prix
HQ a reçu le prix de l'Enregistrement de l'année au Portugal en 1975. Cette même année, Harper a reçu le prix équivalent en Finlande pour le même disque.
Work of Heart a été nommé album de l'année par le Sunday Times en 1982.
Harper s'est vu décerner le MOJO Hero Award par le personnel du magazine Mojo le 16 juin 2005 au Porchester Hall, à Londres. Le prix lui-même a été présenté par un ami et collaborateur de longue date, Jimmy Page, et est désormais accroché au mur du De Barras Folk Club à Clonakilty, en Irlande.
Le 30 janvier 2013, Harper a reçu un prix d'excellence pour l'ensemble de ses réalisations aux Bolk Radio BBC Awards 2 de la Glasgow Royal Concert Hall.

### Vie privée
L'un des fils de Roy, Nick Harper, est un auteur-compositeur interprète. Il a occasionnellement tourné et enregistré avec son père et est apparu comme guitariste sur plusieurs de ses albums depuis 1985. Un autre de ses fils, Ben Harper (de l'actrice anglaise Verna Harvey) vit aux États-Unis.
Harper est athée. 
À la suite d'entretiens avec la police en février 2013, Harper a été inculpé en novembre 2013 de sept chefs de présomption d'abus sexuel. Après un procès de deux semaines au début de 2015, il a été acquitté à l'unanimité par un jury pour deux des accusations. En novembre 2015, à la suite d'un examen de la part du directeur des poursuites pénales, Alison Saunders, les autres accusations ont été abandonnées.

## Discographie

### Albums studios
- 1966 : Sophisticated Beggar
- 1968 : Come Out Fighting Ghengis Smith
- 1969 : Folkjokeopus
- 1970 : Flat Baroque and Berserk - Avec Keith Emerson, Lee Jackson et Brian Davison (The Nice) sur la pièce Hell's Angels.
- 1971 : Stormcock - Jimmy Page sur Same Old Rock.
- 1973 : Lifemask - Avec Jimmy Page et Brian Davison sur la longue suite The Lord's Prayer.
- 1974 : Valentine - Avec Jimmy Page, Ronnie Lane, Keith Moon, Ian Anderson et Max Middleton.
- 1975 : HQ - Avec David Gilmour, John Paul Jones, Bill Bruford, Chris Spedding, etc.
- 1977 : Bullinamingvase - Alvin Lee, Ronnie Lane, Paul McCartney, Linda McCartney, Percy Jones, etc.
- 1980 : The Unknown Soldier - David Gilmour, Kate Bush, Andy Roberts, David Bedford, etc.
- 1982 : Work of Heart
- 1984 : Born in Captivity
- 1985 : Whatever Happened to Jugula? - Avec Jimmy Page.
- 1988 : Descendants of Smith
- 1988 : Loony on the Bus
- 1990 : Once
- 1992 : Death or Glory?
- 1994 : Commercial Breaks
- 1997 : Poems, Speeches, Thoughts and Doodles
- 1998 : The Dream Society
- 2000 : The Green Man
- 2013 : Man and Myth

### Albums Live
- 1974 : Flashes from the Archives of Oblivion
- 1986 : In Between Every Line
- 1990 : Live at the Red Lion, Birmingham Volumes I & II (Édition limitée en cassette audio)
- 1990 : Live at the Red Lion, Birmingham Volume III (Idem)
- 1992 : Born in Captivity II (Idem)
- 1993 : Unhinged
- 1996 : Live at Les Cousins
- 1997 : The BBC Tapes - Volume II (In Concert 1974)
- 1997 : The BBC Tapes – Volume IV (In Concert 1975)
- 1997 : The BBC Tapes – Volume V (BBC Sessions 1975 - 1978)
- 2001 : Royal Festival Hall Live – June 10th 2001
- 2011 : Classic Rock Legends: Roy Harper - Live In Concert At Metropolis Studios

### DVD
- 1984 : Stonehenge 84
- 1986 : Live in Your Living Room
- 1990 : Once Live
- 2005 : Beyond the Door - (Inclut le CD Live Clonakilty de 2004)
- 2011 : Classic Rock Legends: Roy Harper – Live in Concert at Metropolis Studios

### Compilations
- 1978 : Harper 1970–1975
- 1994 : An Introduction to .....
- 1997 : Song of the Ages (3-CD collection of Roy Harper interviews)
- 1997 : The BBC Tapes – Volume I (1969–1973)
- 1997 : The BBC Tapes – Volume III (BBC Sessions 1974)
- 1997 : The BBC Tapes – Volume V (BBC Sessions 1975 - 1978)
- 2001 : Hats Off
- 2001 : East of the sun
- 2002 : Today Is Yesterday
- 2005 : Counter Culture
- 2007 : From Occident to Orient
- 2011 : Songs of Love and Loss

### Rééditions et Remixes
- 1977 : The Early Years - (Réédition de Come Out Fighting Ghengis Smith)
- 1994 : Garden of uranium - (Réédition de Descendants of Smith)
- 1998 : Death or Glory? - (Pièces 1 et 9 remixées)

### Collaborations
- 1970 : The Nice : America - The BBC Sessions - A écrit la chanson St Thomas et a fait les chœurs sur celle-ci.
- 1971 : Lillebjørn Nilsen : Ravneferd - A écrit avec Nilsen la pièce précitée qui se retrouve sur l'album Tilbake.
- 1975 : Pink Floyd : Wish You Were Here - Chant sur Have a Cigar.
- 1978 : David Gilmour : David Gilmour - A coécrit la chanson Short and Sweet avec Gilmour.
- 1980 : Kate Bush : Never for Ever - Roy fait les chœurs sur la chanson Breathing
- 1986 : Kate Bush : The Whole Story - La même chanson se retrouve sur cette compilation.
- 1995 : The Tea Party :The Edges of Twilight - Soliloque sur la chanson cachée de l'album.
- 1995 : The Tea Party : Alhambra : Chant sur Time. A coécrit la chanson avec Jeff Martin.
- 1996 : Anathema : Eternity : Soliloque sur la chanson Hope.

### Filmographie
- 1972 : Made - Joue dans ce film de John Mackenzie, le rôle de Mike Preston.
- 1976 : The Song Remains the Same - Film de Peter Clifton Joe Massot sur Led Zeppelin. Joue son propre rôle.
- 2009 : Brokeback Cowboy - Film de John Burns. Joue le Cowboy sans nom.